# Bill Stewart (journaliste)
William D. « Bill » Stewart (1941 - 20 juin 1979) est un journaliste américain d'ABC News qui a été assassiné par les forces de la Garde nationale du gouvernement nicaraguayen somoziste alors qu'il couvrait la révolution nicaraguayenne, au moment où les forces des rebelles sandinistes se rapprochaient de Managua en 1979. Des images de son exécution ont été diffusées à plusieurs reprises à la télévision, entraînant dans l'opinion publique américaine une vive réaction contre la dictature de Somoza.

## Biographie
Stewart est originaire de Virginie-Occidentale et est diplômé en 1963 de l'Ohio State University. Pendant son séjour dans l'État de l'Ohio, il a été actif dans de nombreuses activités parascolaires, notamment le Sénat étudiant et la société honoraire Sphinx, et est membre de la fraternité Alpha Tau Omega. Il a ensuite rejoint ABC News de WCCO-TV à Minneapolis. Il devient au fil des années un correspondant étranger expérimenté, et a notamment couvert la révolution iranienne en février 1979, interviewant à cette occasion l'Ayatollah Khomeini. Lors de sa mort, il est au Nicaragua depuis 10 jours pour réaliser une couverture télévisée sur la guerre civile entre la dictature de la dynastie Somoza et les sandinistes, mouvement révolutionnaire marqué à gauche.

## Mort
Le 20 juin 1979, Stewart voyage dans une camionnette de presse dans les bidonvilles de l'est de la capitale Managua avec sa caméra et son équipe de son lorsqu'ils sont arrêtés à un barrage routier tenu par la Guardia nicaraguayenne, la force principale du dictateur nicaraguayen Anastasio Somoza Debayle. La camionnette est clairement identifiée comme un véhicule de presse par précaution, ce qui était devenu une pratique courante à mesure que l'insurrection augmentait en intensité. La veille, le journal gouvernemental Novedades avait publié un éditorial décrivant les journalistes étrangers comme « faisant partie du vaste réseau de propagande communiste ».
Stewart et son interprète nicaraguayen de 26 ans, Juan Francisco Espinoza, sont sortis du véhicule et se sont approchés de la barricade,. Stewart a présenté des accréditations presse officielles délivrées par le bureau du président nicaraguayen. Lorsqu'ils furent à quelques mètres des soldats, le caméraman Jack Clark commença à filmer depuis l'intérieur du fourgon. Un garde a ordonné aux hommes de se séparer et Stewart a reçu l'ordre de s'agenouiller puis de se coucher face contre terre. Un soldat s'est approché de lui, lui a donné un coup de pied dans les côtes, puis a reculé et lui a tiré dessus derrière l'oreille droite, le tuant sur le coup,,. Espinoza, son interprète, est abattu hors caméra par un autre soldat, apparemment avant que Stewart ne soit tué, après avoir approché les gardes pour leur demander la permission d'avoir un entretien. Pablo Tiffer López conduisait la camionnette ABC, et il a rapporté qu'un soldat a fait remarquer à propos de Stewart : « Je suis sûr qu'il n'est pas journaliste. C'est un chien ». Il a également témoigné du fait que les soldats avaient ordonné à l'équipe de presse de signaler qu'un tireur d'élite sandiniste était responsable de la mort des deux hommes.
Stewart avait 37 ans. Il était marié à Myrna Stewart . Son corps est récupéré par son équipe et est transporté sur un C-130 de l'armée de l'air du Nicaragua au Panama, puis transféré dans un avion envoyé par ABC jusqu'aux États-Unis,. Il est enterré à Ashland, dans le Kentucky.

## Conséquences
L'équipe de reporters a fait sortir clandestinement les images du pays et les a envoyées à New York. ABC, NBC et CBS ont tous diffusé dans leurs journaux télévisés du soir ces dernières images de Stewart, et l'ont rediffusé à plusieurs reprises les jours suivants. Des millions de téléspectateurs aux États-Unis et dans le monde ont réagi avec choc et indignation, exprimant leur rejet du régime de Somoza. Les trois chaînes ont protesté en retirant leur équipes du pays, CBS laissant un seul correspondant pour couvrir le conflit. Le président Jimmy Carter a publié une déclaration décrivant le meurtre comme « un acte de barbarie que tous les peuples civilisés condamnent ».
Peu de temps après les meurtres, la garde nationale nicaraguayenne a signalé qu'elle avait arrêté le caporal Lorenzo Brenes (« Brenis » dans certains rapports), le caporal responsable du meurtre de Stewart, et qu'il serait « traduit devant des officiers de justice ». Brenes commandait le barrage routier et il a témoigné devant un tribunal militaire qu'il n'avait pas été témoin des coups de feu. Il a dit que le tueur de Stewart était un soldat nommé « González » qui a été tué au combat plus tard le même jour. Brenes a témoigné que le soldat lui avait dit qu'il avait tué Stewart « parce qu'il avait tenté de s'enfuir ». Les parcours des responsables supposés des meurtres ne sont pas connus en raison de la disparition chaotique du régime militaire de Somoza. Somoza a fui le Nicaragua pour Miami le 17 juillet, et le régime a été renversé le 19 juillet 1979, moins d'un mois après le meurtre de Stewart.

## Héritage
Des images de l'incident sont apparues dans le film Days of Fury (1979), réalisé par Fred Warshofsky et présenté par Vincent Price. Elles ont également été utilisées dans From the Ashes: Nicaragua Today, un documentaire sorti en 1983.
Une version fictive du meurtre de Stewart a été racontée dans le film Under Fire de 1983, avec Gene Hackman, Nick Nolte et Joanna Cassidy. les personnages du films sont des mélanges de parcours issus de la vie et de la carrière de Bill Stewart en tant que journaliste et correspondant de guerre. Dans le film, la mort de Stewart est présentée différemment : le personnage de Hackman reçoit une balle dans la poitrine alors qu'il se tient debout, et sa mort est capturée dans une série d'images fixes par le personnage de Nolte, qui s'échappe de la scène sous une pluie de coups de feu. Comme dans le cas de Stewart, les images sont montrées aux téléspectateurs du monde entier, et le tollé public annonce la fin de la dictature assiégée de Somoza.
Après la chute de Somoza, le nouveau gouvernement sandiniste crée un parc en son honneur à Managua. Le parc, établi sur le site de Barrio Riguero où il a été tué, comportait un monument en ciment et une plaque portant l'inscription « À la mémoire de Bill Stewart. Il n'est pas mort dans un pays étranger, et nous chérirons sa mémoire car il fait partie du Nicaragua libre. ». En 1984, le parc est tombé dans un état de ruines, alors que le gouvernement redirigeait des fonds des budgets municipaux vers l'effort de guerre contre les Contras, et le parc n'était entretenu que par le volontaire Ricardo Gonzalez, un homme qui vivait à proximité et a été témoin du meurtre de Stewart. Cette année-là, l'ingénieur internationaliste américain Ben Linder, qui vivait dans la région et sera également assassiné au Nicaragua, et la religieuse américaine Nancy Hanson, ont persuadé le Comité des citoyens américains vivant au Nicaragua de faire don d'outils à Gonzalez et de lui verser une allocation mensuelle pour son travail. En 1987, le parc a été décrit comme « ressemblant aux centaines de monuments commémoratifs au coin de la rue qui rendent hommage aux martyrs locaux de l'insurrection ».
Joan Kruckewitt dans The Death of Ben Linder, rend compte de la mort de Stewart et de son impact, ainsi que de la création et de l'entretien du parc Bill Stewart.